# Ricoh Open 2017
Ricoh Open 2017 byl společný tenisový turnaj mužského okruhu ATP World Tour a ženského okruhu WTA Tour, který se odehrával v Autotron parku na otevřených travnatých dvorcích. Konal se mezi 12. až 18. červnem 2017 v nizozemském Rosmalenu u 's-Hertogenbosche jako dvacátý osmý ročník turnaje.
Mužská polovina se řadila do kategorie ATP World Tour 250 a její dotace činila 660 375 eur. Ženská část s rozpočtem 250 000 dolarů byla součástí WTA International Tournaments.
Nejvýše nasazenými hráči v soutěžích dvouher se stali chorvatský osmý hráč žebříčku Marin Čilić a  světová sedmička Dominika Cibulková ze Slovenska. Jako poslední přímí účastníci do dvouher nastoupili ruský 95. tenista pořadí Jevgenij Donskoj a nizozemská 118. žena klasifikace Richèl Hogenkampová.
Mužskou dvouhru ovládl 34letý Lucemburčan Gilles Müller, jenž si připsal druhý singlový titul na okruhu ATP Tour. Finále dvou 34letých účastníků na okruhu ATP Tour představovalo závěrečný zápas, do něhož nastoupili dva nejstarší tenisté od finále Hong Kong Open 1976, v němž se střetli 42letý Ken Rosewall a 30letý Ilie Năstase. Mužského debla vyhrál nejvýše nasazený polsko-brazilský pár Łukasz Kubot a Marcelo Melo, pro něž to bylo páté společné turnajové vítězství.
Debutový vavřín z okruhu WTA Tour si odvezla 21letá Estonka Anett Kontaveitová, jež triumfovala ve dvouhře. Čtyřhru žen ovládl slovensko-belgický pár Dominika Cibulková a Kirsten Flipkensová. Slovenka tak získala první deblovou trofej.

## Rozdělení bodů a finančních odměn

### Rozdělení bodů
| Soutěž       | vítězové | finalisté | semifinalisté | čtvrtfinalisté | 16 v kole | 32 v kole | Q  | Q3 | Q2 | Q1 |
| ------------ | -------- | --------- | ------------- | -------------- | --------- | --------- | -- | -- | -- | -- |
| dvouhra mužů | 250      | 150       | 90            | 45             | 20        | 0         | 12 | 6  | 0  | 0  |
| čtyřhra mužů | 250      | 150       | 90            | 45             | 0         | —         | —  | —  | —  | —  |
| dvouhra žen  | 280      | 180       | 110           | 60             | 30        | 1         | 18 | 14 | 10 | 1  |
| čtyřhra žen  | 280      | 180       | 110           | 60             | 1         | —         | —  | —  | —  | —  |

### Finanční odměny
| Soutěž                                | vítězové | finalisté | semifinalisté | čtvrtfinalisté | 16 v kole | 32 v kole | Q3     | Q2     |
| ------------------------------------- | -------- | --------- | ------------- | -------------- | --------- | --------- | ------ | ------ |
| dvouhra mužů                          | €105 045 | €55 325   | €29 970       | €17 075        | €10 060   | €5 960    | €2 680 | €1 340 |
| dvouhra žen                           | €34 677  | €17 258   | €9 274        | €4 980         | €2 742    | €1 694    | €1 020 | €600   |
| čtyřhra mužů                          | €31 910  | €16 780   | €9 090        | €5 200         | €3 050    | —         | —      | —      |
| čtyřhra žen                           | €9 919   | €5 161    | €2 770        | €1 468         | €774      | —         | —      | —      |
| částka ve čtyřhrách je uvedena na pár |          |           |               |                |           |           |        |        |

## Dvouhra mužů

### Nasazení
| Stát                           | Hráč             | ATP | Nasazení |
| ------------------------------ | ---------------- | --- | -------- |
| Chorvatsko                     | Marin Čilić      | 8.  | 1.       |
| Německo                        | Alexander Zverev | 10. | 2.       |
| Chorvatsko                     | Ivo Karlović     | 24. | 3.       |
| Lucembursko                    | Gilles Müller    | 27. | 4.       |
| Belgie                         | Steve Darcis     | 38. | 5.       |
| Nizozemsko                     | Robin Haase      | 46. | 6.       |
| Francie                        | Nicolas Mahut    | 48. | 7.       |
| Spojené království             | Aljaž Bedene     | 52. | 8.       |
| Žebříček ATP k 29. květnu 2017 |                  |     |          |

### Jiné formy účasti
Následující hráči obdrželi divokou kartu do hlavní soutěže:
- Tallon Griekspoor
- Stefan Kozlov
- Alexander Zverev

Následující hráči postoupili z kvalifikace:
- Tacuma Itó
- Daniil Medveděv
- Dennis Novikov
- Vasek Pospisil

Následující hráči postoupili z kvalifikace jako tzv. šťastní poražení:
- Julien Benneteau
- Jason Jung

### Odhlášení
před zahájením turnaje
- Čong Hjon → nahradil jej  Jason Jung
- Lu Jan-sun → nahradil jej  Julien Benneteau
- Juan Martín del Potro → nahradil jej  Jevgenij Donskoj
- Richard Gasquet → nahradil jej  Jordan Thompson
- David Goffin → nahradil jej  Michail Južnyj

## Mužská čtyřhra

### Nasazení
| Stát                                                                                    | Hráč              | Stát     | Hráč          | ATP | Nasazení |
| --------------------------------------------------------------------------------------- | ----------------- | -------- | ------------- | --- | -------- |
| Polsko                                                                                  | Łukasz Kubot      | Brazílie | Marcelo Melo  | 14. | 1.       |
| Jižní Afrika                                                                            | Raven Klaasen     | USA      | Rajeev Ram    | 28. | 2.       |
| Nizozemsko                                                                              | Jean-Julien Rojer | Rumunsko | Horia Tecău   | 46. | 3.       |
| Francie                                                                                 | Fabrice Martin    | Kanada   | Daniel Nestor | 55. | 4.       |
| Žebříček ATP k 29. květnu 2017; číslo je součtem žebříčkového postavení obou členů páru |                   |          |               |     |          |

### Jiné formy účasti
Následující páry obdržely divokou kartu do hlavní soutěže:
- Tallon Griekspoor /  David Pel
- Thanasi Kokkinakis /  Alexander Zverev

## Ženská dvouhra

### Nasazení
| Stát                           | Hráčka                 | WTA | Nasazení |
| ------------------------------ | ---------------------- | --- | -------- |
| Slovensko                      | Dominika Cibulková     | 7.  | 1.       |
| Francie                        | Kristina Mladenovicová | 14. | 2.       |
| Nizozemsko                     | Kiki Bertensová        | 18. | 3.       |
| USA                            | Coco Vandewegheová     | 20. | 4.       |
| Chorvatsko                     | Ana Konjuhová          | 30. | 5.       |
| Maďarsko                       | Tímea Babosová         | 35. | 6.       |
| Ukrajina                       | Lesja Curenková        | 42. | 7.       |
| Česko                          | Kristýna Plíšková      | 44. | 8.       |
| Žebříček WTA k 29. květnu 2017 |                        |     |          |

### Jiné formy účasti
Následující hráčky obdržely divokou kartu do hlavní soutěže:
- Dominika Cibulková
- Anna Kalinská
- Arantxa Rusová

Následující hráčky postoupily z kvalifikace:
- Andrea Hlaváčková
- Miju Katová
- Tamara Korpatschová
- Petra Krejsová
- Cornelia Listerová
- Antonia Lottnerová

Následující hráčka postoupila z kvalifikace jako tzv. šťastná poražená:
- Asia Muhammadová

### Odhlášení
před zahájením turnaje
- Annika Becková → nahradila ji  Kirsten Flipkensová
- Alizé Cornetová → nahradila ji  Madison Brengleová
- Jeļena Ostapenková → nahradila ji  Aljaksandra Sasnovičová
- Jaroslava Švedovová → nahradila ji  Asia Muhammadová

## Ženská čtyřhra

### Nasazení
| Stát                                                                                    | Hráčka             | Stát               | Hráčka             | WTA  | Nasazení |
| --------------------------------------------------------------------------------------- | ------------------ | ------------------ | ------------------ | ---- | -------- |
| Maďarsko                                                                                | Tímea Babosová     | Česko              | Andrea Hlaváčková  | 22.  | 1.       |
| Nizozemsko                                                                              | Kiki Bertensová    | Nizozemsko         | Demi Schuursová    | 93.  | 2.       |
| Švýcarsko                                                                               | Xenia Knollová     | USA                | Coco Vandewegheová | 93.  | 3.       |
| USA                                                                                     | Nicole Melicharová | Spojené království | Anna Smithová      | 122. | 4.       |
| Žebříček WTA k 29. květnu 2017; číslo je součtem žebříčkového postavení obou členů páru |                    |                    |                    |      |          |

### Jiné formy účasti
Následující páry obdržely divokou kartu do hlavní soutěže:
- Richèl Hogenkampová /  Arantxa Rusová
- Kelly Versteegová /  Erika Vogelsangová

## Přehled finále

### Mužská dvouhra
- Gilles Müller vs.  Ivo Karlović, 7–6(7–5), 7–6(7–4)

### Ženská dvouhra
- Anett Kontaveitová vs.  Natalja Vichljancevová, 6–2, 6–3

### Mužská čtyřhra
- Łukasz Kubot /  Marcelo Melo vs.  Raven Klaasen /  Rajeev Ram, 6–3, 6–4

### Ženská čtyřhra
- Dominika Cibulková /  Kirsten Flipkensová vs.  Kiki Bertensová /  Demi Schuursová, 4–6, 6–4, [10–6]